# سيرة (نوع أدب)

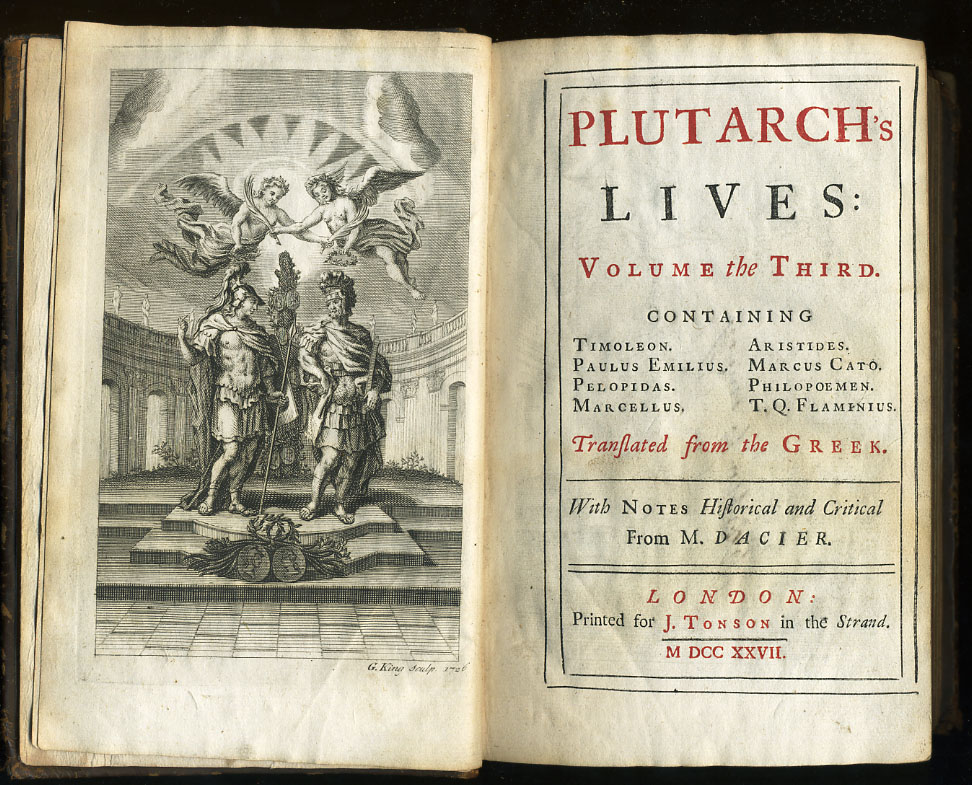

السيرة أو تاريخ الحياة أو ترجمة الحياة (ويعرف كذلك باسم بيوغرافيا وهي كلمة غير عربية تأتي من الإغريقية: βιογραφία عن طريق اللاتينية: biographia) هي كتابة السير الذاتية مع حساب زمني للتعليم والخبرات والمعارف العلمية والعملية والمراكز التي تحققت لصاحب السيرة، غالبًا الشخصيات والكتاب والمشاهير والإعلاميين والمخترعين يلجؤون إلى الحساب الزمني المختزل في قراءة سيرهم الذاتية لأن مسيرتهم أشمل من السيرة العادية للشخص المقصود، قد تشتمل السيرة على قصة حياة مركزة، وقد تكون محطات مختلفة انتقل فيها صاحب السيرة وتبدلت فيها ظروفه وأفكاره وإنتاجه.
تختلف السيرة عن الببليوجرافيا، فالببليوجرافيا أيضا كلمة إغريقية الأصل: βιβλιογραφία وباللاتينية: bibliographia وتتكون من مقطعين ببليو معناها كتاب وجرافيا تعني وصف، فهي إذن وصف الكتب، أما السيرة فهي مساحة تغطية السيرة الذاتية بشكل مختلف لشخصيات متميزة.
```
تكون السيرة أحياناً عنواناً لحياة كاملة مصاغة بأسلوب روائي، ومثال على ذلك كتاب «
بيوغرافيا الجوع
»
[
3
]
 للكاتبة البلجيكية 
أميلي نوتومب
، الذي تستعيد فيه طفولتها في بلدان مختلفة، قادتها إليها وظيفة والدها الديبلوماسي. وفي قلب الرواية، يكمن الجوع. وسرّ الجوع، أكان شرهاً أم سعادة أو مأساة أم حسرة، وهنا يكمن في البحث الدائم عن إنجاز صعب المنال، يشرح تاريخ الشعوب كما الأفراد.
```

كما يمكن أن تكون السيرة -أحيانا أخرى- سيرة رئيس دولة، وفيها تتجمع الإنجازات الكثيرة وتكثف وتحتاج إلى صياغة خاصة شاملة لكنها مفهومة للباحث والمتابع والقارئ العادي، سواء أخذت عنوانا مستقلا أو عرضا رشيقا للإنجازات والمحطات بصورة مختزلة.
هناك أيضاَ السيرة الذاتية (باللاتينية: autobiography) التي يروي فيها الشخص بنفسه سيرة حياته.

## السيرة لغة
تعني السّنة والطريقة، والحالة التي يكون عليها الإنسان وغيره. يُقال فلان له سيرة حسنة، وقال تعالى: {سَنُعِيدُهَا سِيرَتَهَا اَلْأُولَى} (طه الآية 21).

## السيرة اصطلاحًا
فن أدبي يعتمد على الانتقاء والترتيب لإعادة الشخصية إلى واقعها الحقيقي دون تزييف.
وتعني قصة الحياة وتاريخها، وكتبها تسمّى: كتب السير، يُقال قرأت سيرة فلان: أي تاريخ حياته. والسيرة النبوية تعني مجموع ما ورد لنا من وقائع حياة رسول الإسلام وصفاته الخُلقية والخَلقية، مضافا إليها غزواته وسراياه .
ويقال أيضاً كتب المغازى لوصفها للغزوات والمعارك والرحلات.
ويقال كتب الطبقات لتقسيمها سير الأشخاص المعلومين إلى طبقات كل طبقة مكونة من عدة سنوات قد تكون 100 سنة أو أكثر أو أقل بحسب تقسيم المؤلف.

## أنواعها
1. السيرة الذاتية : يكتب فيها الأديب عن نفسه.
2. السيرة الغيرية : يكتب فيها الأديب عن غيره.

## المنهج الشائع في كتابة السيرة الغيرية
- يتتبع الكاتب من يترجم له بالتسلسل الزمني.
- تقسيم حياة من يترجم له إلى مراحل.
- أن يتناول حياة من يترجم له بأسلوب منهجي علمي.
- أن يكون الغرض من الترجمة كشف الشخصية وعناصرها.
- تعتمد عملية الترجمة على التأريخ للأحداث والتصوير الذي يضفي عليها الحياة والحركة.

## مراحل تطور السيرة في الأدب العربي القديم
مرت السيرة بمرحلتين المرحلة التاريخية والمرحلة الأدبية، حيث ظهرت في الأدب العربي السيرة التاريخية والتي ركزت على الجانب التاريخي ومنها:
- سيرة ابن إسحاق وتحدث فيها عن سيرة الرسول صلى الله عليه وسلم.
- كتاب الطبقات لابن سعد
- كتاب المغازي للواقدي
- كتاب السيرة النبوية لابن هشام

أما السيرة ذات الطابع الأدبي ظهرت مع القرن الخامس الهجري وتتضح فيما يلي:
- (الإمتاع والمؤانسة) و(أخلاق الوزيرين) لأبي حيان التوحيدي
- ترجمة ابن سينا لحياته
- كتاب الاعتبار – لأسامة بن منقذ " عن حياته وفروسيته ومجتمعه زمن الأيوبيين"
- سيرة المؤيد داعي الدعاة.

## من أمثلتها
- زاد المعاد في هدي خير العباد
- كتاب الشمائل المحمدية
- الرحيق المختوم
- السيرة النبوية لابن كثير
- سير أعلام النبلاء
- تاريخ الإسلام
- الفهرست
- دائرة المعارف الإسلامية